# Miradeses

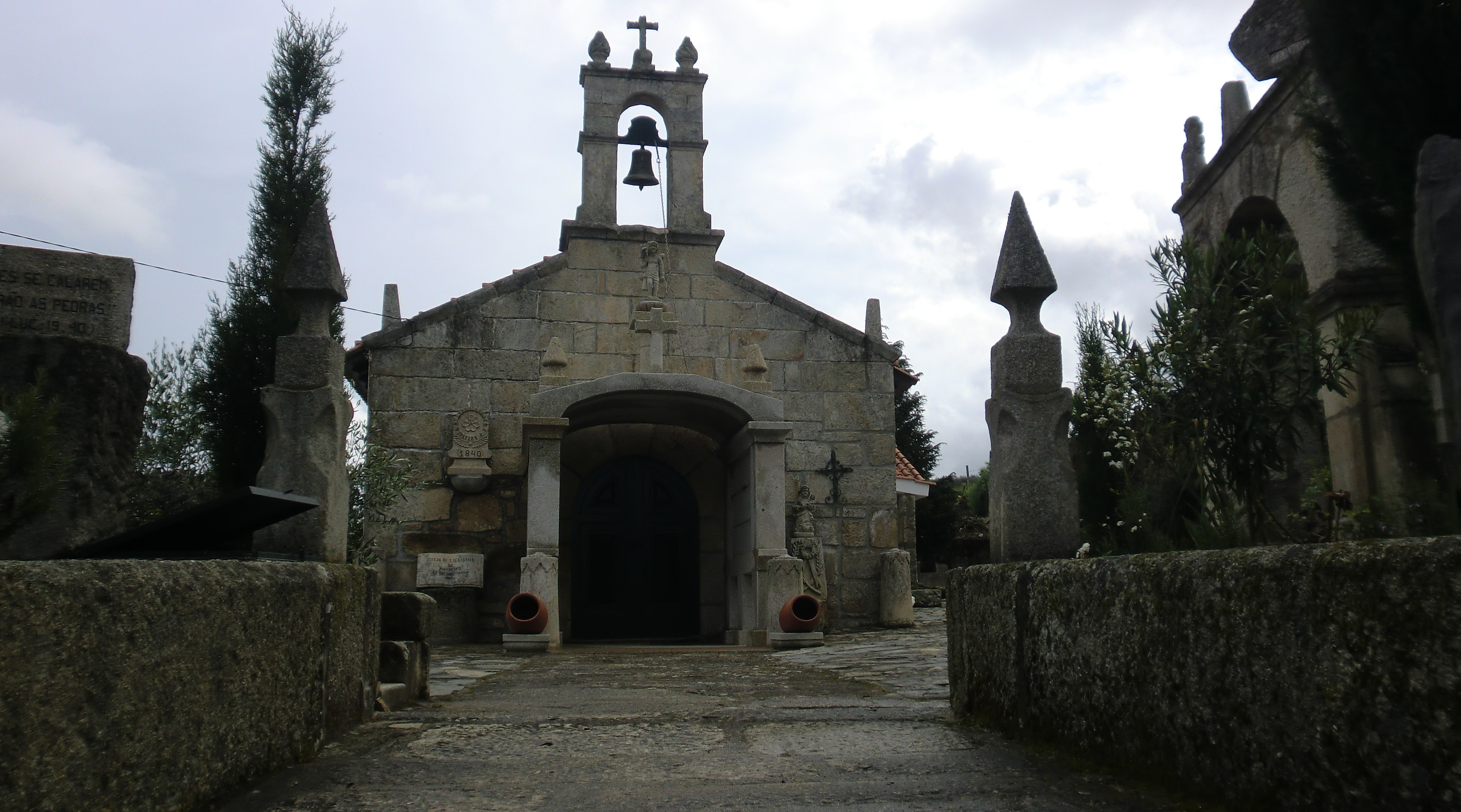
Igreja Matriz de São Sebastião

Miradeses (nome anteriormente grafado como "Miradezes") é uma aldeia portuguesa da freguesia de Vale de Salgueiro, concelho de Mirandela.

## História
Até meados do século XVIII, existia próxima à freguesia de Miradeses, uma quinta (como eram designadas as aldeias pertencentes à Província de Trás-os-Montes), denominada de Vale de Freixo, e que actualmente é ainda possível observar alguns vestígios das ruínas, que anteriormente deram lugar a casas, e onde ainda hoje se situa a Capela de Nossa Senhora da Apresentação, local em que todos os anos a 21 de Novembro é celebrada uma missa em honra da Santa Padroeira.
Miradeses é uma aldeia com bastante história, e prova disso é o Museu Paroquial da Pedra, que conta já com imensas pedras que falam com o seu silêncio e simbolismo - mós de lagares, bancos de pedra, esteios, colunas, arcos, relógios de sol, pias, são muitas as peças que já o compõem, localizado-se junto à Igreja Matriz de São Sebastião, bem como a açude do Rio Rabaçal (Praia Fluvial de Miradeses), que no verão recebe centenas de turistas. 

## Aldeias Vizinhas
Vale de Salgueiro, 3 km
Cabanelas, 5.5 km
Vale de Telhas, 6 km
Valongo das Meadas, 7 km (através da N315) / 4 km (através da estrada no interior da aldeia)

## Património
Escola Mista (1943)
Igreja Matriz de São Sebastião de Miradeses
Museu Paroquial de Pedra
Igreja de Nossa Senhora de Vale de Freixo
Praia Fluvial (Rio Rabaçal)
Azenha